# Microcos phaneroneura
Microcos phaneroneura är en malvaväxtart som beskrevs av Karl Ewald Maximilian Burret. Microcos phaneroneura ingår i släktet Microcos och familjen malvaväxter. Inga underarter finns listade i Catalogue of Life.